# Gemeiner Furchenschwimmer

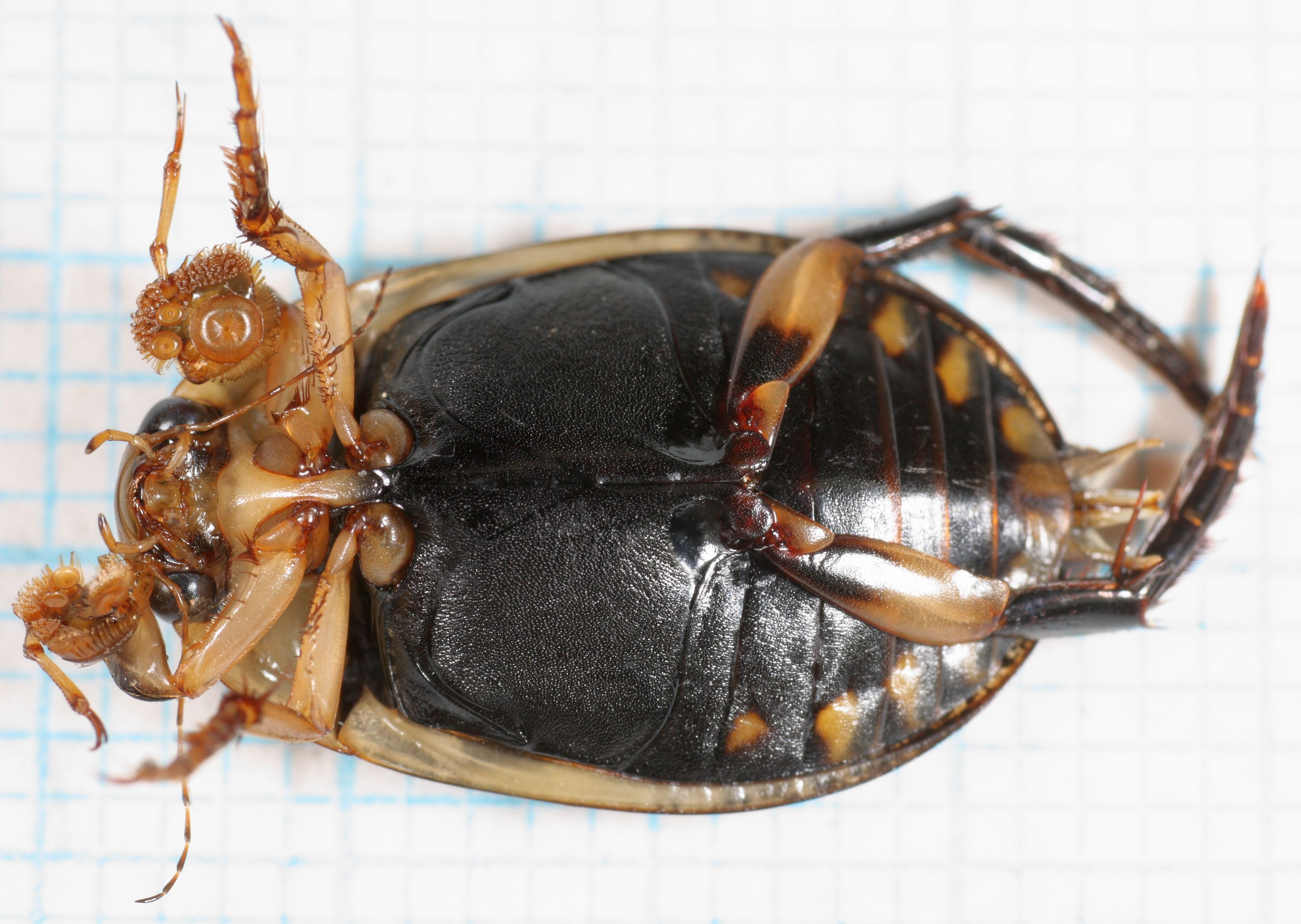
Die Vorderfüße des Männchens haben Saugnäpfe

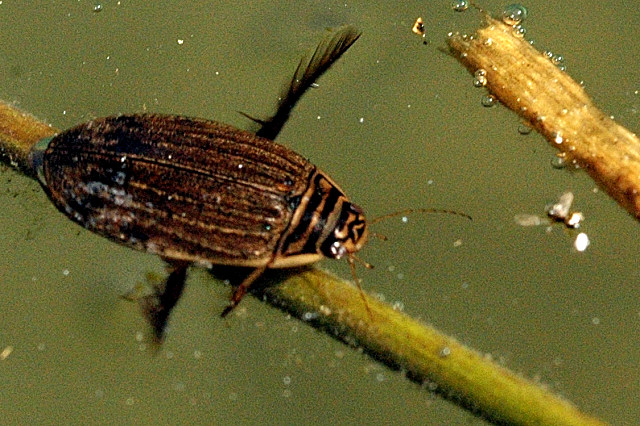
Weibchen

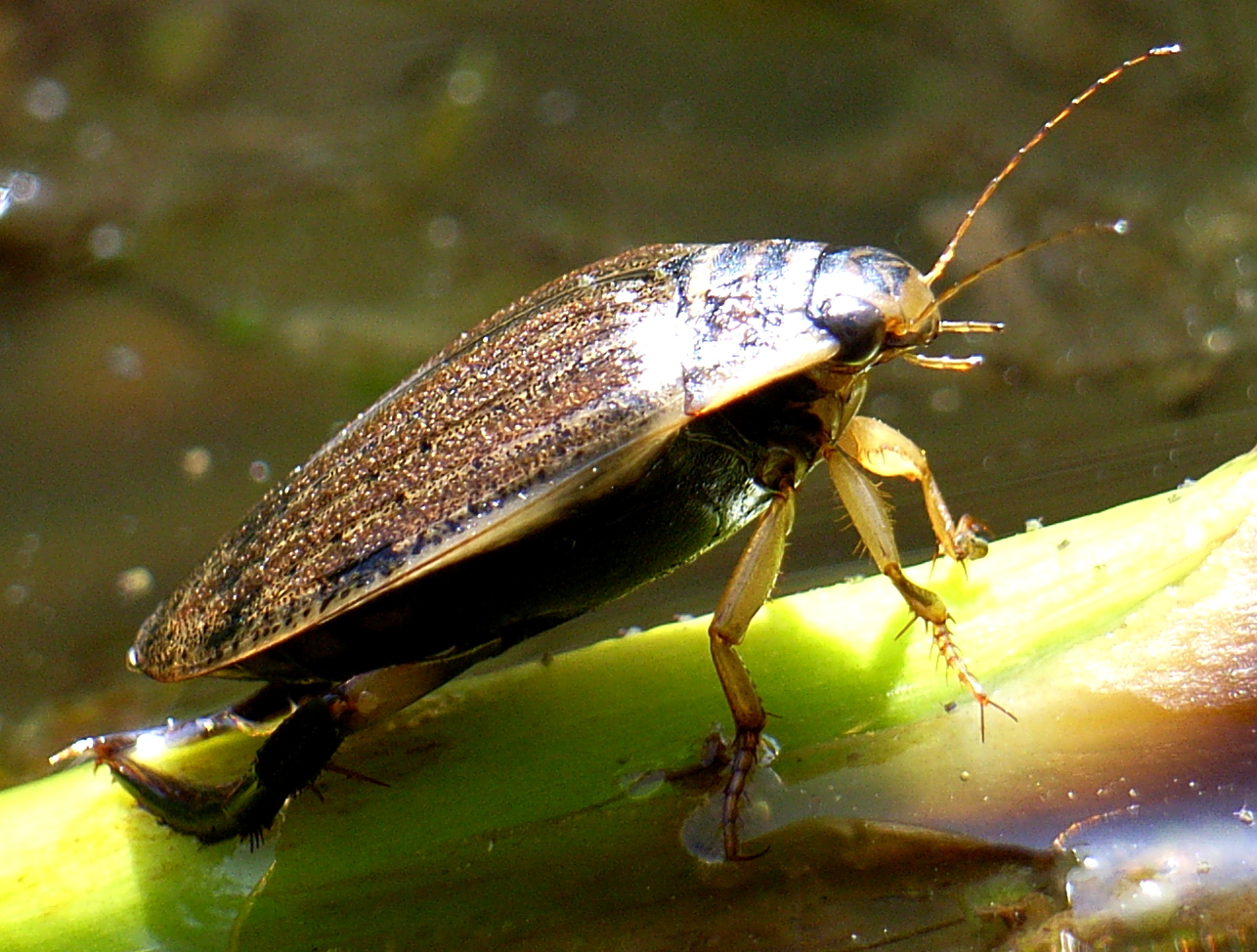
Vor dem Abflug

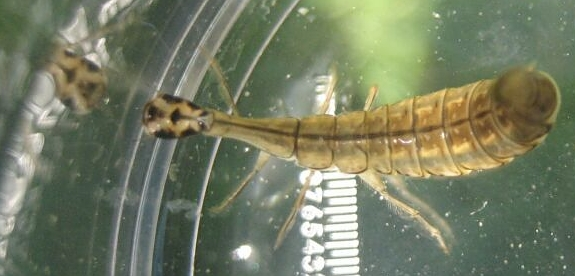
Larve

Der Gemeine Furchenschwimmer (Acilius sulcatus) ist ein Käfer aus der Familie der Schwimmkäfer (Dytiscidae).

## Merkmale

### Käfer
Die Käfer werden 15 bis 18 Millimeter lang. Der Chitin-Panzer ist gelblich grundiert. Auf den Flügeldecken befinden sich außerdem viele kleine schwarze Pünktchen. Auf dem Halsschild befinden sich waagerecht zwei breite schwarze und dazwischen ein gelber Streifen. Am Kopf kann man zwischen den Augen deutlich eine schwarze V-Zeichnung erkennen. Das Schildchen (Scutellum) ist dunkel. Der Umriss des Körpers ist oval ohne ein deutliches Absetzen zwischen Kopf, Halsschild und Hinterleib, was dem Käfer im Wasser eine Stromlinienform verleiht. Die männlichen Tiere haben glatte Flügeldecken, bei den Weibchen befinden sich auf diesen behaarte Längsrillen. Die Fühler sind fadenförmig. Die Männchen tragen an den Vorderbeinen einen großen und etwa 270 kleine und an den Hinterbeinen 16 kleine Saugnäpfe, diese fehlen den Weibchen. An den Hinterbeinen kann man lange Borsten erkennen, die der Käfer als Ruder zur Fortbewegung benutzt.

### Larven
Die Larven sind von langgestreckter Gestalt und vorne (Vorderbrust) sehr schmal, hinten deutlich breiter gebaut. Ausgewachsen erreichen sie Körperlängen um die 3 cm. Das schmale und lange 8. sowie das 7. Abdominalsegment tragen jeweils einen breiten Saum von Schwimmhaaren. Die Mandibeln sind kurz und dolchförmig.

## Ähnliche Arten
- Acilius canaliculatus. Der Gemeine Furchenschwimmer besitzt zwischen den Augen ein deutliches schwarzes „V“ und davor einen weiteren schwarzen Fleck, der nach hinten „V“-förmig ausgezogen ist. Bei Acilius canaliculatus dagegen ist die schwarze Zeichnung um das helle Feld zwischen den Augen vorn nur als einfaches „V“ nach hinten weisend.

## Vorkommen
Die Tiere kommen in der gesamten Paläarktis, auch hoch im Norden, weitverbreitet vor. Sie sind häufig in kleinen stehenden Gewässern, teilweise sogar in Pfützen zu finden. Sie leben auch in großer Höhe.

## Lebensweise
Die Käfer schwimmen unentwegt und ruhen praktisch nie. Sie erbeuten kleine Wirbellose, die vor dem Mund zerkleinert werden. Da die Tiere Luft zum Atmen brauchen, müssen sie gelegentlich an die Oberfläche kommen. Dort erneuern sie dann ihre Luftreserven, die sie im Wasser unter ihren Flügeldecken mit sich tragen. Um neue Lebensräume zu suchen, fliegen die Käfer auch übers Land. Bei der Paarung hält sich das Männchen mit Hilfe seiner Saugnäpfe an den Vorderbeinen des Weibchens fest. Die Weibchen legen danach etwa 500 Eier in Gruppen von 30 bis 50 Stück an morschem Holz, Moos oder am feuchten Ufer über der Wasseroberfläche ab. Die Larven leben ähnlich räuberisch wie die ausgewachsenen Tiere. Die Beutetiere werden von der Larve allerdings noch vor dem Mund verdaut und ausgesaugt. Die Verpuppung erfolgt oberhalb der Wasseroberfläche. Aus den  Puppen schlüpfen dann die fertigen Käfer.